# Montana (tỉnh)
Montana (Монтана) là một tỉnh ở tây bắc Bulgaria, giáp vùng Nam và Đông Serbia của Serbia và vùng Sud-Vest Oltenia của România.

## Các đô thị
Thành phố chính của tỉnh này là Montana, các đô thị khác là:
- Berkovitsa
- Boychinovtsi
- Brusartsi
- Chiprovtsi
- Georgi Damyanovo
- Lom
- Medkovets
- Valchedram
- Varshets
- Yakimovo

Mật độ dân số bình quân là 47,7 người trên mỗi km2.